# 시모무라 유키오
시모무라 유키오(일본어: 下村 幸男, 1932년 1월 25일 ~ )는 일본의 전 축구 선수이다.

## 국가대표팀 경력
그는 1955년 10월9일 버마과의 경기에서 일본 국가대표팀에 데뷔했다. 1956년 하계 올림픽, 1958년 아시안 게임에 참가할 국가대표팀에도 발탁되었다.

## 통계
| 일본 | 일본 | 일본 |
| 연도 | 출전 | 득점 |
| ---- | ---- | ---- |
| 1955 | 1    | 0    |
| 통산 | 1    | 0    |